# پیترزبورگ (آلاسکا)
پیترزبورگ (به انگلیسی: Petersburg) شهری در ناحیه سرشماری پیترزبورگ ایالت آلاسکا است که جمعیت آن در سرشماری سال ۲۰۰۰ میلادی ۳۲۲۴ نفر بوده‌است.